# ケイド・カニングハム
- ケイド・カニンガム

ケイド・パーカー・カニングハム（Cade Parker Cunningham, 2001年9月25日 - ）は、アメリカ合衆国テキサス州アーリントン出身のプロバスケットボール選手。NBAのデトロイト・ピストンズに所属している。ポジションはポイントガード。

## 経歴

### 生い立ち
テキサス州アーリントンに生まれる。幼少期はアメリカンフットボールをプレーしており、クォーターバックを務めていた。兄が大学でバスケットボールをプレーしている姿を見て自身もバスケットボールを始めた。

### ハイスクール
地元のブーイ高等学校に進学し、1年目からスターターとして活躍。平均15.2得点、6.4リバウンド、3.0アシストの成績を記録し、ニューカマー・オブ・ザ・イヤーを受賞した。2年目は平均18.8得点、8.2リバウンド、5.3アシストと前年からさらに成績を伸ばし、リーグMVPを受賞した。

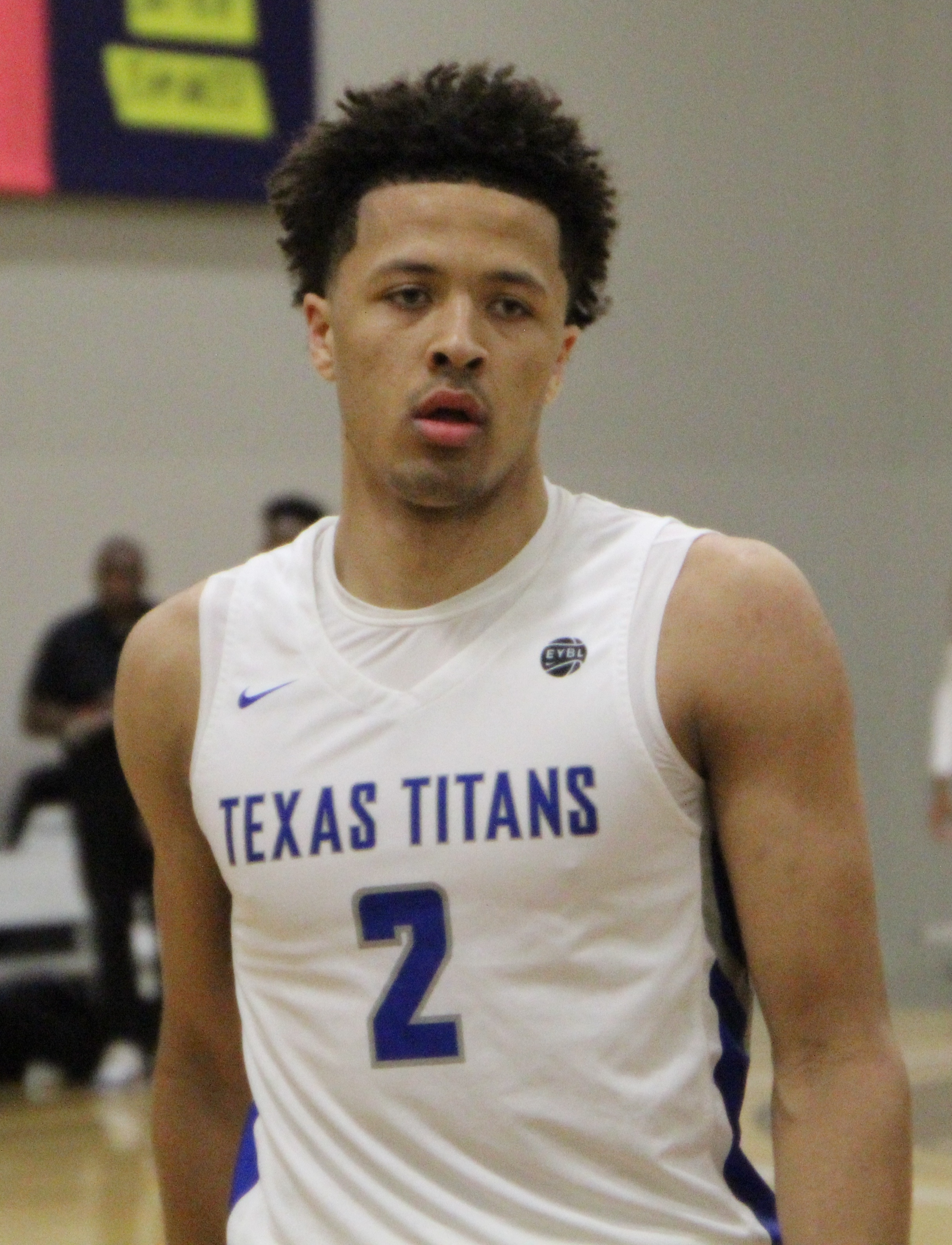
ナイキEYBLでのカニングハム（2019年）

3年目のシーズンが始まる前に、コーチング面でUSAトゥデイの国内ランキング1位になっていたモントバード・アカデミーに転校。アカデミー1年目のシーズンは平均11.4得点、5.7リバウンド、5.5アシストの成績を記録。
シーズン終了後の夏はナイキ主催のAAUリーグ、ナイキEYBLでプレーし、MVPを受賞した。
アカデミー2年目のシーズンにはいずれも世代トップクラスの才能を持つスコッティ・バーンズとデイロン・シャープがチームに加わり、カニングハムと共にビッグ3を形成。これにより多くのメディアからアメリカの高校バスケ史上最強チームと評された。そしてその評判通り、チームはシーズン25勝0敗という驚異的な成績を残す。カニングハムは平均13.9得点、6.4リバウンド、4.2アシストの成績を記録。大差で勝つ試合が多かったため、平均出場時間は僅か22分であった。この活躍によりマクドナルド・オール・アメリカン、ジョーダン・ブランド・クラシック、ナイキ・フープサミットに選出されたが、新型コロナウイルスの影響により全て中止となった。

### リクルート
カニングハムはこの年の高校生の中ではジェイレン・グリーンと共に最大級の評価を受け、ESPN、ライバルズ、247スポーツの主要3サイトからいずれも5つ星で評価された。このうちライバルズと247スポーツではカニングハムが全体1位でグリーンが2位、ESPNではグリーンが全体1位でカニングハムが2位にランクインした。デューク大学、ケンタッキー大学、ノースカロライナ大学などNCAAの強豪チームからオファーを受けたが、実兄であるキャネンがアシスタントコーチを務めるオクラホマ州立大学への進学が予想された。そして2019年11月5日にオクラホマ州立大学への進学を正式に表明。同大学に5つ星評価を受けた新人が入学するのは2012年のマーカス・スマート以来であった。
| 氏名 | 出身                                                                                | 高校 / 大学                   | 身長               | 体重           | コミット日    |
| --- | ----------------------------------------------------------------------------------- | ----------------------------- | ------------------ | -------------- | ------------- |
| ケイド・カニングハム PG | アーリントン                                                                        | モントベルデ・アカデミー (FL) | 6 ft 7 in (2.01 m) | 215 lb (98 kg) | 2019年11月5日 |
| ケイド・カニングハム PG | リクルート スターレーティング: Scout: N/A Rivals: 247Sports: ESPN: ESPNグレード: 97 |                               |                    |                |               |
| 全リクルート順位: Rivals: 1 247Sports: 1 ESPN: 2 |                                                                                     |                               |                    |                |               |
| - 注意: 多くの場合、Scout、Rivals、247Sports、ESPNの間で身長、体重が一致しない可能性がある。 - これらの場合、平均をとっている。ESPNグレードは100ポイントスケールに基づいている。 出典: - “2020 Team Ranking”. Rivals.com. 2021年2月13日閲覧。 |                                                                                     |                               |                    |                |               |

### カレッジ
2020年11月25日のテキサス大学アーリントン校戦でNCAAデビューを飾り、21得点、10リバウンドのダブルダブルを記録し勝利に貢献。12月8日のオーラル・ロバーツ大学戦では最後の91秒間で13得点を記録するなど合計29得点を記録しチームを勝利に導いた。その後もエースとして活躍し、平均20.1得点、6.5リバウンド、3.5アシストの成績を記録してビッグ12カンファレンスの年間最優秀選手賞を受賞。シーズン終了後に2021年のNBAドラフトにアーリーエントリーした。
ドラフトでは多くのメディアから全体1位指名を予想されており、カニングハム自身も1位指名を強く望んだ。そしてドラフト抽選でデトロイト・ピストンズが全体1位指名権を獲得すると、ドラフト前のワークアウトはピストンズのみと行うことを明かした。また、ドラフト前にナイキと複数年のシューズ、アパレル契約を結んだ。

### デトロイト・ピストンズ
2021年のNBAドラフトでは前評判通りピストンズから全体1位指名を受け、その後ルーキー契約を結んだ。大学時代の背番号「2」はピストンズでは2009年に亡くなったチャック・デイリーの永久欠番であったが、デイリーの遺族に許可を得て、カニングハムが着用することが決まった。
2021-22シーズンは足首の故障により開幕後最初の5試合を欠場した。2021年10月30日のオーランド・マジック戦でNBAデビューしたが、2得点に終わった。これは2013年のアンソニー・ベネットと並び、ドラフト全体1位指名選手のデビュー戦における最小得点だった。11月21日のロサンゼルス・レイカーズ戦で13得点、12リバウンド、10アシストを記録し、球団史上最年少でトリプル・ダブルを達成したが、試合は116-121で敗れた。2022年1月25日のデンバー・ナゲッツ戦でキャリアハイとなる34得点、8リバウンド、8アシスト、4ブロック、2スティールを記録した。2月18日にNBAオールスターウィークエンドのライジング・スターズ・チャレンジに選出された。このシーズンは64試合に出場して平均17.4得点、5.5リバウンド、5.6アシストを記録。なお、新人選手がシーズン平均17得点・5リバウンド・5アシスト以上を記録したのはルカ・ドンチッチ、タイリーク・エバンス、レブロン・ジェームズ、スティーブ・フランシス、グラント・ヒル、マイケル・ジョーダン、マジック・ジョンソン、アルヴァン・アダムス、オスカー・ロバートソンに次いでNBA史上10人目であり、その中でもマジックに次いで史上2人目となる新人王を受賞できなかった選手となった。

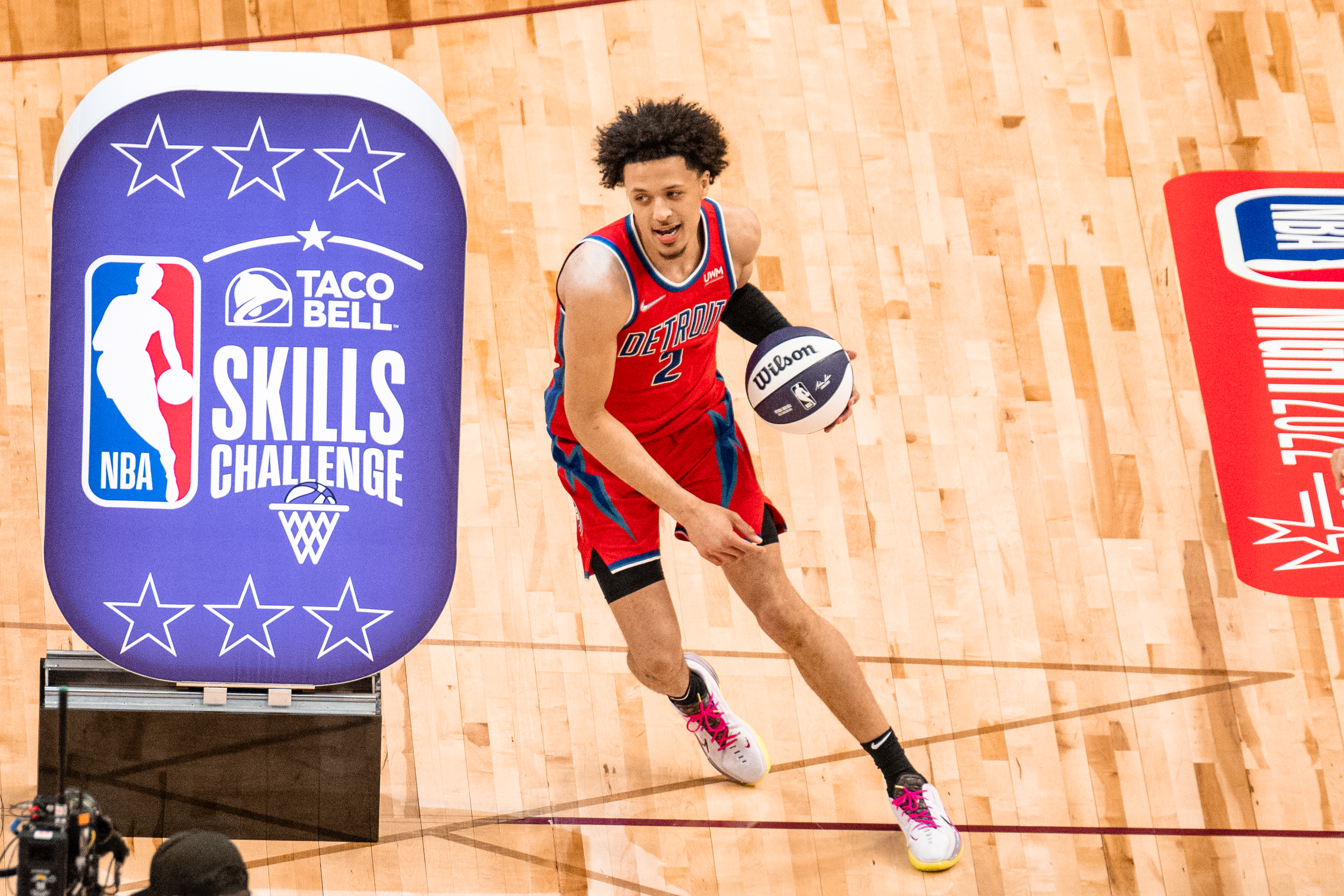
NBAスキルチャレンジでのカニングハム
（2022年）

2022-23シーズン、2022年10月28日のアトランタ・ホークス戦でシーズンハイとなる35得点を含む9リバウンド、8アシストを記録したが、試合は116-132で敗れた。11月9日のボストン・セルティックス戦では11本放ったシュートを1本しか成功できず4得点に終わり、チームは112-128で敗れた。この試合後に左脛の疲労骨折が発覚して長期離脱し、12月12日に手術を受けてシーズン残りの試合を全休することが発表された。このシーズンは12試合に出場して平均19.9得点、6.2リバウンド、6.0アシストを記録した。
2023-24シーズン、2023年12月18日のホークス戦でキャリアハイとなる43得点を記録したが、試合は124-130で敗れた。同月26日のブルックリン・ネッツ戦では41得点を記録したが、試合は112-118で敗れ、ピストンズは1シーズンにおけるNBAワースト記録となる27連敗を喫した。同月28日のセルティックス戦では31得点、9アシストを記録したが、チームは122-128でまたしても敗れ、NBA史上最長となる28連敗となった。同月30日のトロント・ラプターズ戦では30得点、12アシストを記録。試合も129-127で勝利し、連敗を28で止めた。このシーズンは62試合に出場して平均22.7得点、4.3リバウンド、7.5アシストを記録した。
2024-25シーズン開幕前の2024年7月10日にピストンズと5年総額2億2400万ドルのマックス契約を結んだ。開幕後、2024年11月8日のアトランタ・ホークス戦で決勝点となるフローターを含む22得点、11リバウンド、13アシストのトリプル・ダブルを記録し、チームは122-121で辛勝した。同月17日のワシントン・ウィザーズ戦で自身6度目のトリプル・ダブルとなる21得点、10リバウンド、10アシストを記録し、トリプル・ダブル達成試合数のフランチャイズ記録を更新した。12月16日のマイアミ・ヒート戦でキャリアハイとなる18アシストを含む20得点、11リバウンドを記録し、チームはオーバータイムの末に125-124で辛勝した。

## 個人成績

### NBA

#### レギュラーシーズン
| シーズン     | チーム       | GP  | GS  | MPG  | FG%  | 3P%   | FT%  | RPG | APG | SPG | BPG | PPG  |
| ------------ | ------------ | --- | --- | ---- | ---- | ----- | ---- | --- | --- | --- | --- | ---- |
| 2021–22      | DET          | 64  | 64  | 32.6 | .416 | .314  | .845 | 5.5 | 5.6 | 1.2 | .7  | 17.4 |
| 2022–23      | DET          | 12  | 12  | 33.3 | .415 | .279  | .837 | 6.2 | 6.0 | .8  | .6  | 19.9 |
| 2023–24      | DET          | 62  | 62  | 33.5 | .449 | .355  | .869 | 4.3 | 7.5 | .9  | .4  | 22.7 |
| 2024–25      | DET          | 70  | 70  | 35.0 | .469 | .356  | .846 | 6.1 | 9.1 | 1.0 | .8  | 26.1 |
| 通算         | 通算         | 208 | 208 | 33.7 | .446 | .339  | .853 | 5.4 | 7.4 | 1.0 | .6  | 22.1 |
| オールスター | オールスター | 1   | 0   | 5.4  | .667 | 1.000 | —    | 1.0 | 1.0 | .0  | .0  | 5.0  |

#### プレーオフ
| シーズン | チーム | GP | GS | MPG  | FG%  | 3P%  | FT%  | RPG | APG | SPG | BPG | PPG  |
| -------- | ------ | -- | -- | ---- | ---- | ---- | ---- | --- | --- | --- | --- | ---- |
| 2025     | DET    | 6  | 6  | 41.3 | .426 | .179 | .833 | 8.3 | 8.7 | 1.8 | 1.3 | 25.0 |
| 通算     | 通算   | 6  | 6  | 41.3 | .426 | .179 | .833 | 8.3 | 8.7 | 1.8 | 1.3 | 25.0 |

### カレッジ
| シーズン | チーム             | GP | GS | MPG  | FG%  | 3P%  | FT%  | RPG | APG | SPG | BPG | PPG  |
| -------- | ------------------ | -- | -- | ---- | ---- | ---- | ---- | --- | --- | --- | --- | ---- |
| 2020–21  | オクラホマステート | 27 | 26 | 35.4 | .438 | .400 | .846 | 6.2 | 3.5 | 1.6 | .8  | 20.1 |

## 人物
2019年のバスケットボールU-19世界選手権でマクドナルドのハンバーガーを食べたことをきっかけにヴィーガンとなった。